# Vũ nữ (phim)
Burlesque (chiếu ở các rạp Việt Nam với tên gọi "Vũ nữ") là một bộ phim ca nhạc được thực hiện bởi đạo diễn Steve Antin, kịch bản viết bởi Steve Antin và Susannah Grant. Bộ phim có sự xuất hiện của hai ngôi sao ca nhạc hàng đầu Cher và Christina Aguilera trong hai vai nữ chính. Tuy đây là bộ phim điện ảnh đầu tay của Aguilera nhưng diễn xuất của cô trong phim được đánh giá khá tốt, trong khi đàn chị từng đoạt giải Oscar là Cher lại bị đề cử một giải Mâm xôi vàng.
Bộ phim được khởi quay vào cuối năm 2009, và ra mắt vào ngày 24 tháng 11 năm 2010 tại các rạp ở Mỹ và Canada. Tuy bị các báo lá cải gọi là một "thất bại của Aguilera cùng với Bionic" nhưng trên thực tế đây là bộ phim khá thành công với doanh thu gần 90 triệu USD tại các rạp phim.
Burlesque được đề cử giải Quả Cầu Vàng năm 2011 cho hạng mục "Phim hài/nhạc kịch xuất sắc nhất". Bài hát "Bound to You" do Christina Aguilera trình bày được đề cử cho hạng mục "Bài hát trong phim hay nhất". Ca khúc "You Haven't Seen the Last of Me" do Cher hát trong phim đã thắng giải trong hạng mục này. Bộ phim còn được đề cử giải GLAAD cho hạng mục "Phim xuất sắc nhất". Ngày 1 tháng 3 năm 2011, bản DVD Burlesque được phát hành và nằm trong top 20 DVD bán chạy nhất năm 2011 và đứng đầu bảng xếp hạng DVD tại Nhật.

## Nội dung
Nhân vật do Christina đóng là một cô gái tên là Ali, ở thị trấn lặn lội lên thành phố Los Angeles theo đuổi ước mơ của mình. Tình cờ bắt gặp nhà hát tráng lệ The Burlesque Lounge, Ali xin chủ câu lạc bộ Tess (Cher thủ vai) một chân làm hầu bàn. Những trang phục gợi cảm cùng vũ đạo đẹp mắt đã thu hút cô gái trẻ ngây thơ, khát khao được biểu diễn trên sân khấu đó.
Tại đây, Ali kết bạn cùng một vũ công (Julianne Hough), bị một ngôi sao khác ghen tị, cạnh tranh (Kristen Bell), và được một chàng phục vụ, cựu nhạc công để ý (Cam Gigandet). Được sự trợ giúp của người quản lý từng trải (Stanley Tucci) và người giới thiệu chương trình (Alan Cumming), Ali từ hầu bàn trở thành một ngôi sao của nhà hát. Giọng hát tuyệt diệu của Ali đã giúp The Burlesque Lounge phục hồi lại hào quang trước kia. Ngay sau đó, một nhà kinh doanh bất động sản (Eric Dane) xuất hiện cùng một đề xuất thú vị.

## Sức ảnh hưởng
Đây cũng là bộ phim ca nhạc thành công nhất từ trước tới nay ở Đài Loan, đến nỗi một cậu bé Đài Loan 9 tuổi đã trang điểm, ăn mặc giống Christina trong phim rồi nhảy nhót theo bài "Express" và "Show Me How You Burlesque" với những vũ đạo trong phim. Những màn nhảy nhót của cậu bé được quay lại và đăng lên Internet, đã gây rất nhiều tranh cãi.

## Các giải thưởng và đề cử
| Các giải thưởng | Các giải thưởng                                        | Các giải thưởng                                | Các giải thưởng                                                                                            | Các giải thưởng |
| Năm             | Giải thưởng                                            | Hạng mục                                       | Đối tượng nhận giải                                                                                        | Kết quả         |
| --------------- | ------------------------------------------------------ | ---------------------------------------------- | --- | --------------- |
| 2010            | NewNowNext Awards                                      | Best Future Feature                            | | Đoạt giải       |
| 2010            | Houston Film Critics Society Awards 2010               | Nhạc phim hay nhất                             | "You Haven't Seen the Last of Me" Sáng tác bởi Diane Warren, thể hiện bởi Cher.                            | Đề cử           |
| 2010            | Satellite Awards                                       | Nhạc phim hay nhất                             | "You Haven't Seen the Last of Me" Sáng tác bởi Diane Warren, thể hiện bởi Cher.                            | Đoạt giải       |
| 2010            | Phoenix Film Critics Society Awards                    | Nhạc phim hay nhất                             | "You Haven't Seen the Last of Me" Sáng tác bởi Diane Warren, thể hiện bởi Cher.                            | Đoạt giải       |
| 2010            | St. Louis Gateway Film Critics Association Awards 2010 | Âm nhạc hay nhất                               | | Đề cử           |
| 2011            | Critics' Choice Awards                                 | Bài hát hay nhất                               | "You Haven't Seen the Last of Me" Sáng tác bởi Diane Warren, thể hiện bởi Cher.                            | Đề cử           |
| 2011            | Giải Quả Cầu Vàng                                      | Phim ca nhạc hoặc hài xuất sắc nhất            | | Đề cử           |
| 2011            | Giải Quả Cầu Vàng                                      | Bài hát trong phim hay nhất"                   | "You Haven't Seen the Last of Me" Sáng tác bởi Diane Warren, thể hiện bởi Cher.                            | Đoạt giải       |
| 2011            | Giải Quả Cầu Vàng                                      | Bài hát trong phim hay nhất                    | "Bound to You" Sáng tác bởi Christina Aguilera, Samuel Dixon, Sia Furler, thể hiện bởi Christina Aguilera. | Đề cử           |
| 2011            | Giải Mâm xôi vàng                                      | Nữ diễn viên phụ tồi nhất                      | Cher | Đề cử           |
| 2011            | GALECA Dorian Awards                                   | Campy (Intentional or Not) Film Of The Year    | | Đoạt giải       |
| 2011            | Golden Reel Awards                                     | Best Sound Editing: Music in a Musical Feature | | Đề cử           |
| 2011            | Costume Designers Guild Awards                         | Excellence In Contemporary Film                | "Burlesque" Michael Kaplan                                                                                 | Đề cử           |
| 2011            | GLAAD Media Awards                                     | Outstanding Film - Wide Release                | | Đề cử           |